# 漢の衛氏朝鮮遠征
漢の衛氏朝鮮遠征（かんのえいしちょうせんえんせい）は、紀元前109年から紀元前108年まで、漢と衛氏朝鮮が戦った戦争。戦争は漢が勝利して、古朝鮮は終わりを告げる。

## 事前の経緯
紀元前202年に高祖劉邦により前漢が成立。建国の功臣の一人である盧綰が燕王（現在の北京を中心とした一帯）に封じられた。しかし盧綰は高祖に対する反乱を企図していたとの疑いをかけられ、恐れて匈奴へと逃亡した。この時に盧綰の部下の一人であった衛満が朝鮮へと移り、当時の北朝鮮を支配していた箕子朝鮮を滅ぼして自ら王となったのが衛氏朝鮮である。都は王険に置かれた（現在の平壌）。衛満は恵帝・呂后時代に遼東太守の仲介により漢の外臣となった。この時に漢から衛氏朝鮮に対して「守備を固めて夷狄の侵入を許さないようにすること」「周辺国が漢に入朝したいと願った時にこれを妨害しないこと」との条件を出していた。しかし衛満が外臣となった後に周辺国に侵攻し、これに対して文帝の時に朝鮮征討が議論されるようになったが、文帝は許可しなかった。

## 開戦
時が流れて、朝鮮では衛満の孫衛右渠が王に、漢では文帝の孫武帝が皇帝になっていた。衛右渠は、辰国や真番など周辺の小国が漢に対して入朝しようとするのを妨害するようになる。元封二年（紀元前109年）に漢は問責の使者として渉何を派遣したが、交渉は不調に終わる。渉何が帰る際に見送りに着いてきた朝鮮の副王を渉何が殺したので、怒った右渠は渉何を攻めてこれを殺した。
武帝はこれに対して、遼東から陸路で左将軍荀彘 率いる軍（兵数不明）を、山東からは水路で楼船将軍楊僕率いる5万の水軍の二面から朝鮮へと攻め込ませた。両軍ともに初戦は衛右渠の迎撃にあって敗北。その後王倹城に迫ったものの衛右渠の抵抗も激しく、さらに荀彘と楊僕がお互いに功績を独占しようとしていたので漢軍内部で統一された行動が出来ていなかった。このため戦闘は長引き、攻城戦は翌年へと持ち越すこととなる。
年が明けて元封三年（前108年）、荀彘が楊僕を捕らえて軍の指令を一本化して総攻撃をかけたことで漢の優勢となった。衛右渠は大臣の参によって殺され、参は漢軍に降伏した。その後も王倹城では抵抗が続けられた。

## 戦後
王倹城を落とした後、武帝はその地に新たに楽浪郡・玄菟郡・臨屯郡・真番郡の4つの郡（漢四郡）を起き、この地を直轄支配下に置いた。
凱旋将軍の荀彘と楊僕であったが、荀彘は楊僕を勝手に捕らえた罪で棄市の刑となり、楊僕は数多くの兵を失ったことで庶民に落とされた。

### 史料
- 『史記』朝鮮列伝第五十五
- 『漢書』西南夷両粤朝鮮伝第六十五
- 『三国志』烏桓鮮卑東夷伝

### 現代文献
- 西嶋定生『秦漢帝国』講談社〈講談社学術文庫〉、1997年。ISBN 4061592734。
- 太田幸男「前漢」『中国史 先史〜後漢』。
  - 西江清高、竹内康浩、平㔟隆郎、太田幸男、鶴間和幸 著、松丸道雄、池田温、斯波義信、神田信夫、濱下武志 編『中国史 先史〜後漢』 1巻、山川出版社〈世界歴史大系〉、2003年8月。ISBN 4634461501。
- 鶴間和幸『中国の歴史3 ファーストエンペラーの遺産:秦漢帝国』（初版）講談社。ISBN 4062740532。
- 田中俊明 著「第一章 古朝鮮から三国へ」、武田幸男 編『朝鮮史』山川出版社〈新版世界各国史2〉。ISBN 978-4-634-41320-7。